# Raw (formato de imagem)

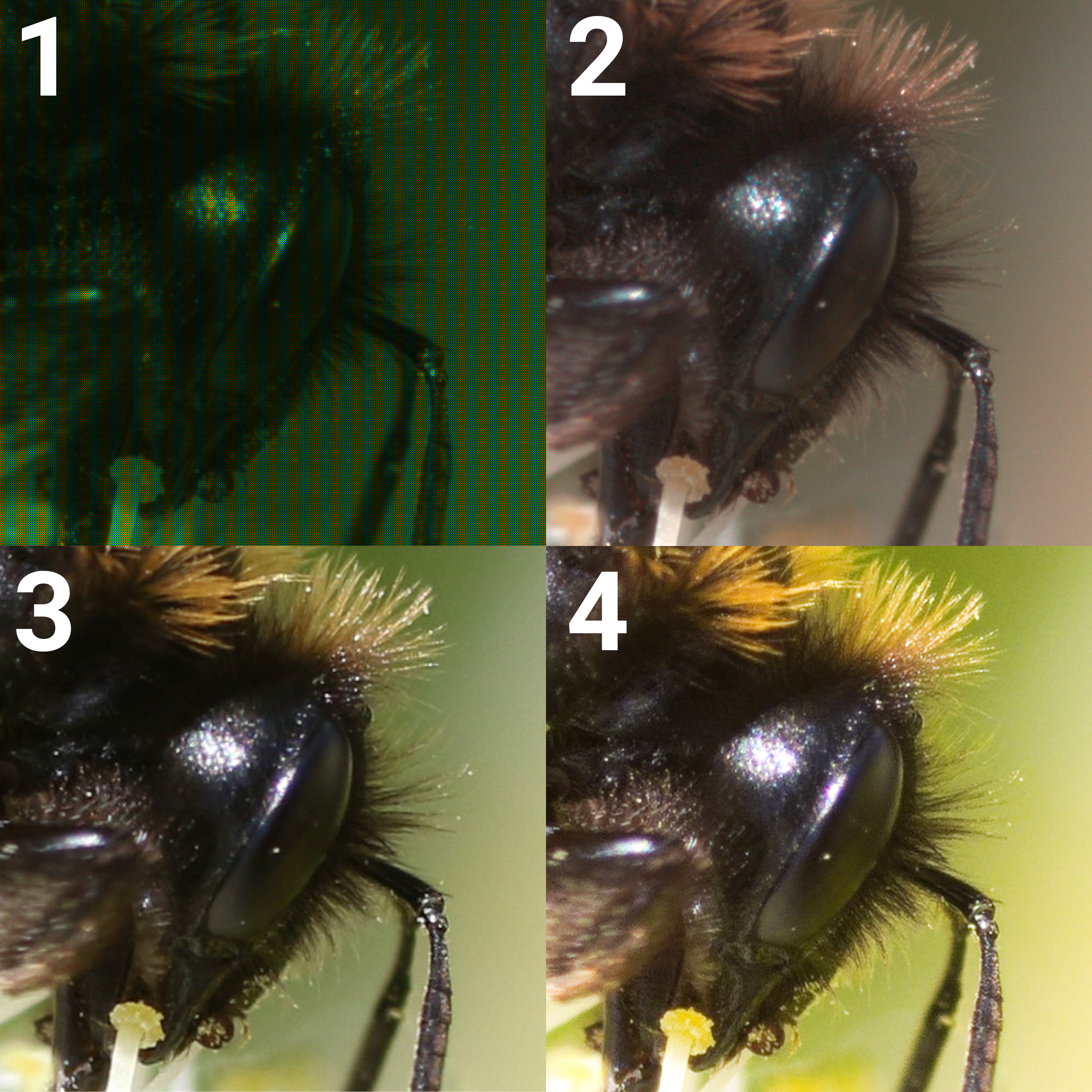
Etapas do processamento RAW: 1. Imagem RAW sem interpolação cromática (demosaicing) e sem processamento (tonalidade verde é o dobro de pixels verdes na matriz Bayer); 2 RAW após a interpolação AMAZE, mas sem processamento (exceto o balanço de branco da câmera), cores estranhas causadas pela ausência do perfil DCP (correção de cor e nível, tendo assim curva de tons e tabela de cores base); 3 JPEG incorporada no RAW, que foram processados pela câmera; 4 RAW processada por software, balanço de brancos, correção da lente (pequenas diferenças de posição e forma), redução de ruído, correção de exposição, nitidez da captura, curva de tons e luz suave.

O RAW (do inglês "cru" ou "bruto") é uma denominação genérica para vários formatos de imagens digitais que contém todos os dados da imagem da forma que foi captada pelo sensor da câmera fotográfica; um tipo de imagem digital de alta qualidade do tipo raster que foi salva no equipamento sem compressão/compactação e sem processamento. Os fabricantes de equipamentos fotográficas fazem isso para evitar perda de qualidade nas fotos, porque uma foto perde qualidade de resolução ao ser compactada, assim os arquivos no formato RAW são muito grandes em bits e em qualidade; quanto maior for o tamanho do arquivo da foto melhor será a qualidade dessa foto, superior as fotos geradas nos formatos compactados (JPEG, TIFF, GIF, etc).
Como o formato cru contém todos os dados da imagem captada pela câmara e uma maior profundidade de cor, em geral 30 ou 36 bits/píxel — seus arquivos são muito grandes, exceto quando são comprimidos usando compressão com perda de dados. É muitas vezes chamado de "negativo digital" pois é equivalente a um filme negativo na fotografia analógica: ou seja, o negativo não é usável como uma imagem, mas contém todas as informações necessárias para criar uma. O processo de converter uma imagem crua para um formato visível é, muitas vezes, chamado de revelação de imagem raw A foto no formato RAW é chamada de cru porque as fotos estão no seu estado original, elas não passaram por nenhum tipo de edição ou modificação usando um editor de fotos.
O formato é aceito pela justiça brasileira como prova em um tribunal.

## Extensões
Não existe uma convenção de qual é a extensão de um arquivo cru. Cada fabricante possui uma extensão diferente. A Canon, por exemplo, utiliza a extensão .crw ou .cr2, a Nikon utiliza a extensão .nef ou .nrw.
- .3fr (Hasselblad)
- .arw .srf .sr2 (Sony)
- .bay (Casio)
- .crw .cr2 .cr3 (Canon)
- .cap .tif .iiq .eip (Phase One)
- .dcs .dcr .drf .k25 .kdc .tif (Kodak)
- .dng (Adobe)
- .erf (Epson)
- .fff (Imacon)
- .mef (Mamiya)
- .mos (Leaf)
- .mrw (Minolta)
- .nef .nrw (Nikon)
- .orf (Olympus)
- .ptx .pef (Pentax)
- .pxn (Logitech)
- .r3d (Red)
- .raf (Fuji)
- .raw .rw2 (Panasonic)
- .raw .rwl .dng (Leica)
- .si3 (Siemens)
- .rwz (Rawzor)
- .x3f (Sigma)
- .braw (Blackmagic Design)